# Déborah François
Déborah François (* 24. května 1987 Lutych, Belgie) je belgická herečka. Proslavila se v roce 2005 filmem Dítě, kteří režírovali bratři Dardennové. V roce 2009 získala cenu César pro nejslibnější herečku za svůj výkon ve filmu První den zbytku tvýho života. Ve stejném roce získala rovněž i Cenu Romy Schneider.

## Filmografie
- 2005 Dítě
- 2006 Obracečka not
- 2007 Les Fourmis rouges
- 2007 L'été indien
- 2008 Síla odvahy
- 2008 První den zbytku tvýho života
- 2009 Udělej mi radost
- 2009 Neustlané postele
- 2009 Má princezna Karo
- 2010 Mes chères études
- 2011 Mnich
- 2011 Memories Corner
- 2012 Zarafa
- 2012 Láska všemi deseti
- 2013 C'est pas de l'amour
- 2014 Maestro
- 2014 Un beau dimanche
- 2015 J'ai épousé un inconnu
- 2016 Cézanne a já
- 2016 Ma famille t'adore déjà
- 2016 Fleur de tonnerre
- 2017 Loue-moi !
- 2017 Chacun sa vie
- 2017 Manon 20 ans
- 2019 Never Grow Old
- 2019 L'Autre continent
- 2019 L'État sauvage